# ГЕС Манінджау
ГЕС Манінджау (Maninjau) — гідроелектростанція в Індонезії на острові Суматра. Використовує ресурс із розташованого у вододільному хребті Букіт-Барісан озера Манінджау, яке дренується річкою Антокан, що тече на захід до Індійського океану.
Вихід з озера перекрили невисокою греблею, яка дає змогу регулювати рівень водойми в операційному режимі між позначками 461,5 та 464 метри НРМ та спрямовує ресурс до дериваційного тунелю. Останній споруджений у лівобережному гірському масиві Антокан і має довжину 4,3 км при діаметрі 3,4 метра. По завершенні він переходить у похилий напірний тунель діаметром 2,7 метра, який подає воду до машинного залу.
Основне обладнання станції становлять чотири турбіни типу Френсіс потужністю по 17,5 МВт, які при напорі у 226 метрів забезпечують виробництво 270 млн кВт·год електроенергії на рік.
Відпрацьована вода потрапляє до відвідного тунелю довжиною 0,4 км, що закінчується в нижньому балансуючому резервуарі, з якого скидається у річку.
Видача продукції відбувається по ЛЕП, розрахованій на роботу під напругою 150 кВ.